# Dintera
Dintera je monotipski biljni rod iz porodice trpučevki  (Plantaginaceae). Jedina vrsta je D. pterocaulis, poluvodeni polugrm namibijski endem. Vrsta je slabo poznata, i to samo iz jedne zbirke prikupljene 1920–tih godina na platou Waterberg u Namibiji.